# Битва при Ловче
Битва при Ловче (тур. Lofça Muharebesi) — сражения русско-турецкой войны 5 июля, 15 июля, 20-23 августа 1877 г., в ходе которых 22 августа (3 сентября) 1877 русская армия одержала победу над османской армией и взяла ловечскую крепость (в 30 км к югу от Плевны), затруднив снабжение оборонявшейся Плевны. Окончательно Плевна была блокирована лишь после битвы при Горном Дубняке 12 (24) октября 1877.

## Предыстория
Стратегическое планирование обеих стран предусматривало ведение манёвренной войны, цель которой состояла не в захвате определённой территории, а в быстрой победе над противником в рамках 13-14 недель. Для российского командования было очень важно быстро перебраться через хребты Балканских гор и достигнуть Адрианополя с тем, чтобы диктовать условия мира. Турецкое командование предусматривало удары с востока и с запада по флангу наступающей российской группировки, а также боевые действия по линии фронта. Данные особенности ведения войны привели к возрастанию оперативного значения города Ловеча. Борьба за Ловеч включала этап быстрого наступления российской армии и этап борьбы за превосходство. Успеха могла бы добиться та армия, которая инициативно, динамично и энергично вела манёвренные действия.

## Взятие Ловеча 5 июля 1877 г.
Борьба за город была вызвана турецким командованием, которое предусматривало захват линии Плевен-Ловеч Видинским армейским корпусом, а также соединение основных турецких армий. В качестве противодействия этому намерению российское командование создало систему заградительных отрядов по направлению Севлиево — Ловеч — Плевна. Таким образом 5 июля 1877 г. сборный российский отряд под командованием полковника А. Г. Жеребкова, овладел Ловечем. В соответствии с политической целью войны в городе было создано местное болгарское управление.

## Отступление от Ловеча 15 июля 1877 г.
Начало военных действий под Плевной изменило оперативную обстановку и привело к неоднократной борьбе за Ловеч. Русским гарнизоном Ловчи командовал полковник Николай Бакланов. 15 июля 1877 г. турецкий отряд под командованием генерал-майора Рифата-паши овладел городом и восстановил турецкое управление. Потом последовало массовое истребление болгарского населения в Ловече и Ловечской казе. Такие действия с турецкой стороны спорадически продолжались вплоть до поздней осени 1877 г., причём они являлись результатом теократического характера Османской империи и разжигания религиозного фанатизма. Таким образом Высокая Порта полностью пренебрегла подписанной ей самой Брюссельской декларацией 1874 г. о законах и обычаях войны. На своей сентябрьской сессии 1877 г. Институт международного права недвусмысленно определил:
Турецкое правительство несёт ответственность за все плохие инстинкты и варварские поступки, которые не были предупреждены и против которых не были приняты соответствующие меры.

## Взятие Ловеча 22 августа 1877 г.
С первых дней августа 1877 г. начался этап борьбы за превосходство. Основные действия российской армии были направлены на задержку главных турецких сил в Добрудже, на защиту Шипкинского перевала и на третий штурм Плевны. Оперативное значение Ловеча снова возросло: это было связано с тем, чтобы не допустить соединения Западной и Центральной турецких армий. Начались новые манёвренные действия в окрестностях города, в ходе которых российское командование поочередно создало шесть временных сборных отрядов. После выполнения поставленной задачи каждый отряд заменялся другим. Эти отряды находились под командованием генерал-майора М. Д. Скобелева (три отряда), полковника А. И. Липинского, генерал-лейтенанта Н. И. Святополк-Мирского и полковника В. К. Мольского. Своими действиями они успешно рассеяли и задержали силы Западной турецкой армии, гарантируя таким образом безопасность тыла Шипкинской позиции.
Успешная защита Шипкинского перевала позволила провести третью атаку Плевны. Взятие Ловеча можно рассматривать как часть подготовки к атаке Плевны.
Чтобы овладеть Ловечем, был создан сборный отряд под командованием генерал-майора А. К. Имеретинского. Русские войска выдвинулись на свои позиции с района деревня Зелено дърво, деревня Къкрина, Дряново и Севлиево. Отряд генерал-майора Имеретинского насчитывали 22 693 офицеров и солдат (25,12 батальонов, 13 казачих сотен, 12,2 артиллерийские батареи и 1/8 сапёрный батальон). Правым крылом командовал генерал-майор Добровольский, а левым — генерал-майор Скобелев. Позади них шёл общий резерв генерал-майора Карла Энгмана. Преследовании турок должна осуществлять Кавказская казачья бригада полковника Ивана Тутолмина.
Гарнизон Ловчи под началом Рифата-паши насчитывал 8 тыс. турецких солдат, в том числе 8 батальонов пехоты и 2 тыс. человек иррегулярной кавалерии (черкесы и башибузуки). Турки заняли Рыжую гору 1 батальоном, северный хребет — 2½ б-нами; в Ловче находился полубатальон; 2 роты с 2 орудиями заняли батарею левого берега Осмы; остальные 3¾ батальона и 4 орудия были в редуте и траншеях по сторонам его. 
В результате быстрых и успешных действий 20 и 21 августа ударная группировка сосредоточилась на подступах к Ловечу и взяла командные высоты. Атака Ловчи была назначена на 22 августа 1877 г. Войско атаковало турецкие позиции на высоте «Синан Тепе» и высоте «Рыжая гора». В ходе артиллерийской дуэли выяснилось, что крупповские турецкие пушки дальнобойнее русских. Русские войска к полудню выбили турок с их позиций и форсировали реку Осму. Потом взяли штурмом турецкий редут на высоте «Червен бряг». Разгром противника закончила Кавказская казачья бригада и Собственный Его Императорского Величества Конвой. За 22 августа войска Имеретинского потеряли 1 517 человек; потери турок были значительно больше. 
Часть турецкого гарнизона отступила к Плевне, где из неё было образовано два батальона. Осознавая стратегическую важность Ловечской крепости, Осман Нури-паша совершил вылазку из Плевны 22 августа 1877 г. c 20 батальонами и заночевал в деревня Ралево, однако Ловча пала прежде чем он смог её достичь. 23 августа была предотвращена попытка частей Западной турецкой армии атаковать город. Кроме отряда генерал-майора А. К. Имеретинского к борьбе присоединились ещё два сборных отряда под командованием полковника А. М. Ребиндера и полковника В. Ф. фон дер Лауница.
В результате быстрых и успешных действий 20, 21, 22 и 23 августа русский отряд взял Ловеч и восстановил местное болгарское управление — это второе освобождение Ловеча. Несмотря на то, что численность турецких войск в Плевне возросла, русской армии удалось практически полностью отрезать Плевну от внешнего мира, после чего её капитуляция стала неизбежной.
Русские войска потеряли 1632 офицеров и нижних чинов. В том числе: убитых и без вести пропавших 424 офицеров и нижних чинов; раненых 1208 офицеров и нижних чинов.
Турки потеряли погибшими 4200 офицеров, солдат, черкесов и башибузуков.

## Память
1-й и 2-й батальон Калужского и 1-й, 2-й и 3-й батальон Либавского пехотных полков были награждены Георгиевскими знамёнами с надписью «За взятие Ловчи 22 августа 1877 года».
Количество памятников, воздвигнутых в Ловече в честь его освобождения, достигает 13, включая каменный «белый», «чёрный» из чугунных плит в память павших героев 1-го батальона Шуйского пехотного полка и Казанского пехотного полка (оба на холме «Стратеш»), несколько мраморных памятников над братскими могилами воинов, пять памятников в центре на Сыр-Пазаре и памятник командиру 11-го Псковского пехотного полка полковнику Кусову во дворе церкви св. Троицы. Их освящение состоялось 3 сентября 1879 года.
Взятие Ловчи 22 августа 1877 года отражено в летописи Русско-турецкой войны, на бронзовых досках Колонны Славы, воздвигнутой в 1886 году в Санкт-Петербурге перед Троицким собором, в честь подвигов русских войск, принимавших участие и победивших в Русско-турецкой войне 1877—1878 годов. Памятник представлял собой 28-метровую колонну, сложенную из пяти рядов пушек, отбитых в войну у турок.